# Hampsonodes atrosignata
Hampsonodes atrosignata är en fjärilsart som beskrevs av Hans Zerny 1916. Hampsonodes atrosignata ingår i släktet Hampsonodes och familjen nattflyn. Inga underarter finns listade i Catalogue of Life.